# さっぽろ雪まつり

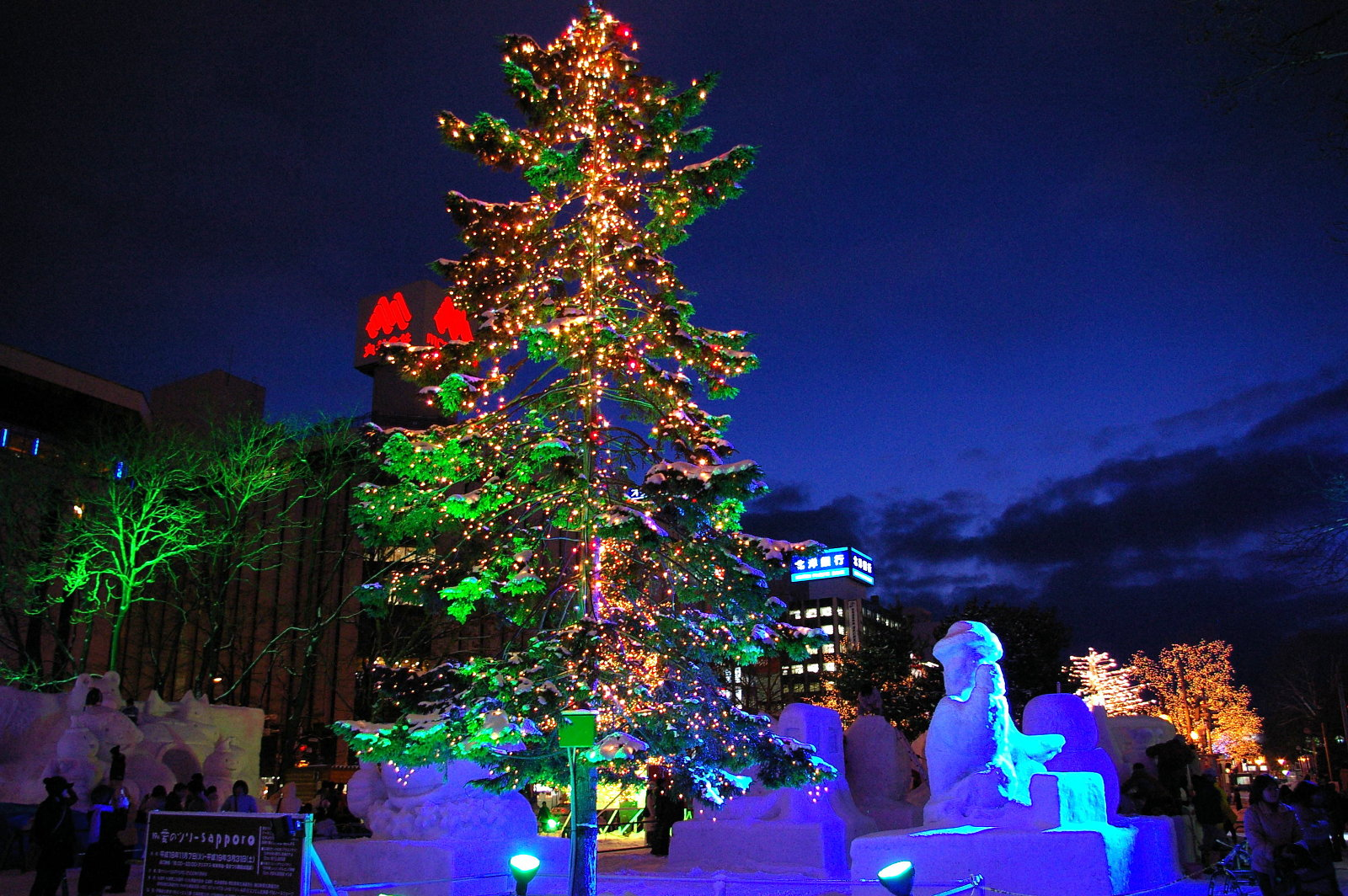
小雪像と電飾された樹木（第58回・2007年2月2日）

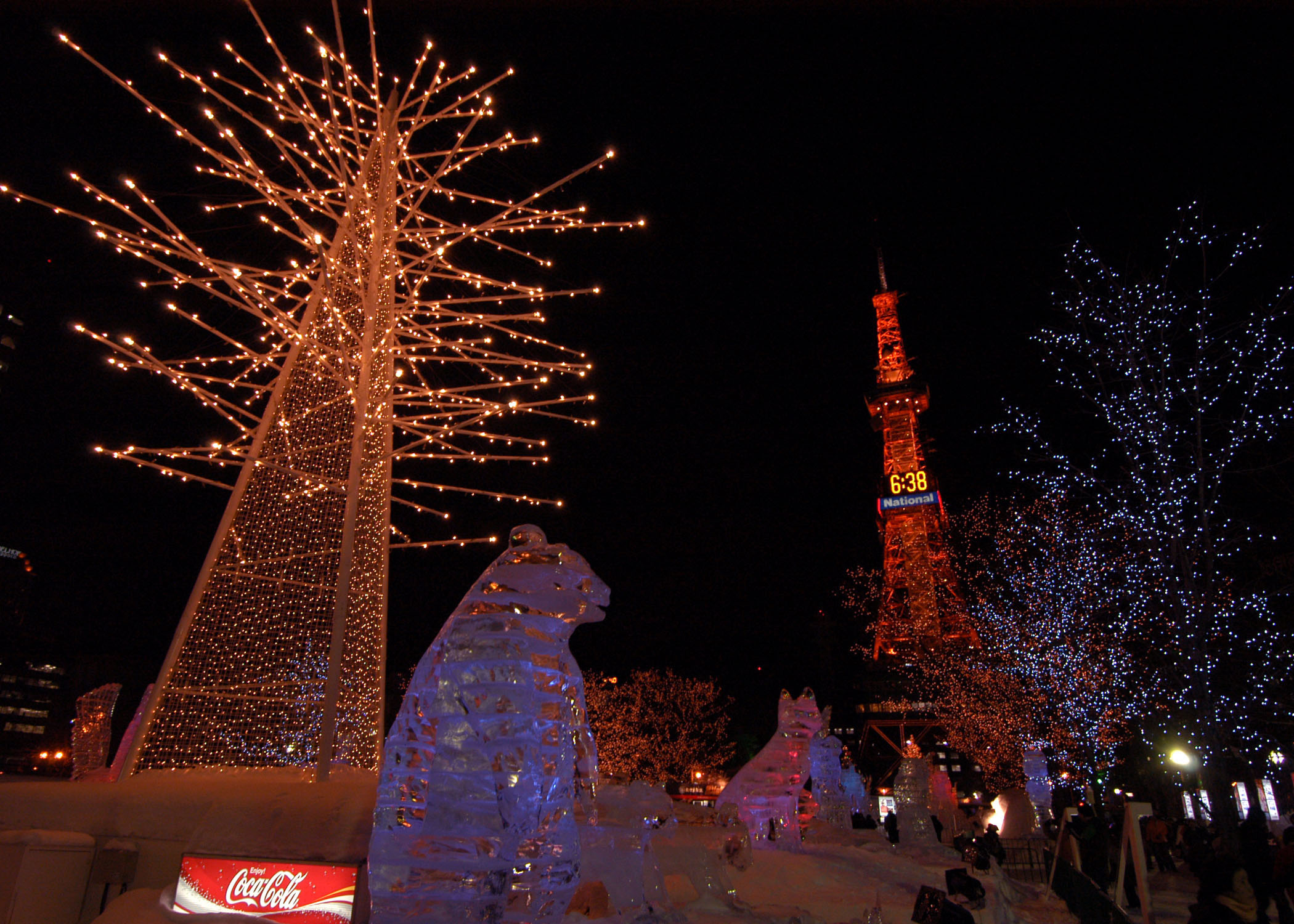
氷像とさっぽろテレビ塔（第57回・2006年2月9日）

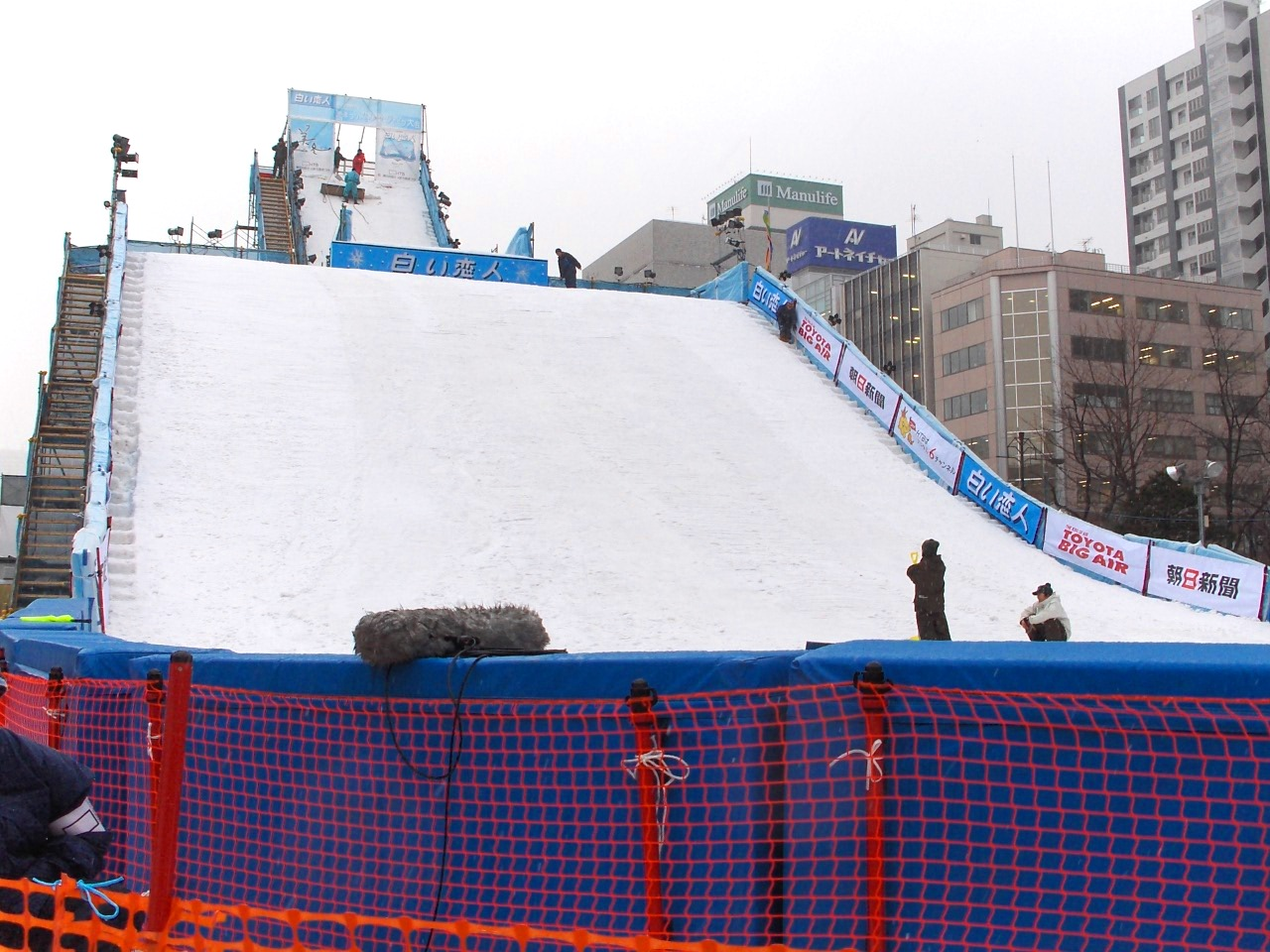
大通会場のスキージャンプ台（第58回・2007年）

さっぽろ雪まつり（さっぽろゆきまつり、Sapporo Snow Festival、札幌雪祭り）は、北海道札幌市中央区内の大通公園をはじめとする複数の会場で、毎年2月上旬に開催される雪と氷の祭典である。雪で作られた大小の像の展示が中心となるが、すすきの会場を中心に氷像（氷彫刻）も展示される。
札幌市や、札幌商工会議所、市内の企業・団体などから構成される「さっぽろ雪まつり実行委員会」によって企画・運営されている。
北海道内のみならず、日本全国や海外から、およそ200万人もの観光客が訪れる、北海道で最も大規模なイベントの一つである。
「世界三大雪まつり」は、さっぽろ雪まつり（日本）、ケベック・ウィンター・カーニバル（カナダ）、ハルビン氷祭り（中国）であると言われている。

## 歴史

### 雪まつりの始まり
1950年に札幌観光協会と札幌市の主催によって開催されたことが雪まつりの始まりである。企画には後援者の一員に名を連ねた北海タイムスが深く関与していた。これ以前に札幌には冬の祭がいくつかあったが、第二次世界大戦中に途絶えていた。
雪像を作る祭のアイデアは、小樽市北手宮尋常小学校（のち小樽市立北手宮小学校（2015年度で閉校））で、1935年2月から学校行事として始まった雪まつりからとられた。
最初のさっぽろ雪まつりでは、市民の雪捨て場となっていた大通公園の7丁目に、札幌市内の中学校2校・高等学校3校の生徒が、美術科教諭の指導の下に、計6基の雪像を制作した。他に日本国有鉄道（国鉄）札幌鉄道管理局が雪まつりに合わせて、札幌駅前に雪像を作った。
その他の催しとしては、歌謡コンクール、タンブリング、スクエアダンス、演芸大会、犬橇レース、スキー仮装行列、映画『銀嶺の果て』の上映などがあった。スクエアダンスは凍った地面により転倒する負傷者が出て、開始から30分で中止になった。映写会でも足を滑らせた観客が、映写台を押し潰してしまい中止になった。しかし、祭は盛況で翌年以降も継続することになった。

### 雪まつりの発展
初期の雪まつりで雪像を作ったのは、札幌の中学校・高等学校の生徒で、その数は5, 6基であった。当初は雪像の高さが7メートルを限度としていたが、1953年の第4回で、北海道札幌伏見高等学校（現：北海道札幌工業高等学校）が、高さ15メートルの大雪像『昇天』を制作した。雪の塊を石材のように積んだアーチ状構築物の上に立像を建てたもので、大量の雪が必要であったため、市はトラックとブルドーザーを導入して準備にあたった。これは現在のような機械力を用いた大規模な雪像づくりの端緒となった。
1954年の第5回からは市民制作の像が加わった。1955年の第6回には、陸上自衛隊、商社、市の出張所が加わり、様々な参加者による多数の像が並ぶスタイルが定着した。しかし、高校生による雪像製作は同回で打ち切りとなった。
1959年の第10回あたりから、雪まつりを目当てに道外から訪れる観光客が増え始めた。札幌オリンピックがあった1972年の第23回には世界的に雪まつりが紹介され、これ以降は海外からの観光客も目立つようになった。1974年の第25回には折からのオイルショックの影響で、雪運搬用のトラックの燃料が十分に確保できず、雪像の中にドラム缶を詰めて乗り切った。
同じ1974年の第25回からは、国際親善を目的に、海外都市の派遣による「国際雪像コンクール」が始まっている。第1回の参加は、カナダ、アメリカ合衆国、フランス、南ベトナム、大韓民国、日本の6チームで、その後参加チームは増加し、1998年（第49回雪まつり）の第25回コンクールでは20チーム、合計80名もの選手が参加した。
「すすきの氷の祭典」（現：すすきのアイスワールド）は雪まつり開催に合わせた独自のイベントとして1981年から始まったが、1983年の第3回より雪まつりの会場の一つとして組み込まれている。
1986年の第37回からは、それまで12月上旬から1月上旬まで、大通公園を中心に行われていた夜間電飾イベント「ホワイトイルミネーションさっぽろプラザ」（現：さっぽろホワイトイルミネーション）の開催期間が2月の雪まつり閉幕まで延長され、日没後にも雪氷像鑑賞を楽しめるようになった。
1987年の第38回からは原則2月5日から11日までの1週間開催となり、全国ニュースでも大きく取り上げられるようになる。さらにこの時期から、民放テレビ局が、開催中の土曜日や日曜日に、特別番組を全国放送するようになる。
1990年の第41回から、中央区の中島公園が第4の会場として加えられたが、1992年の第43回をもって廃止された。3回限りで廃止された要因として、中島公園会場は市民制作の雪像がメインであったため、大雪像が少なく集客力に欠けたことが挙げられる。

### 陸上自衛隊の協力
陸上自衛隊北部方面隊は「野戦築城訓練」の名目で雪まつりの雪像製作に協力している。陸自が大通公園で雪像製作を最初に行ったのは1955年の第6回で、第101通信大隊（現在の北部方面通信群の前身）が高さ10メートルの聖母マリア像『栄光』を制作した。
1954年に開設された陸上自衛隊真駒内駐屯地では、隊員のレクリエーションと（野戦）築城訓練も兼ねて駐屯地内に雪像を作り、1956年より第7混成団（→第11師団）の隊内で雪像コンクールを行っていたが、1963年には雪まつりに合わせて、真駒内駐屯地を一般開放して「真駒内スノーフェスティバル」を催した。これもまた雪像を中心にしたもので、実質的に雪まつりの真駒内会場として機能した。1965年の第16回から真駒内の祭典は、正式に雪まつりの一部になった。
これ以降は、人員と機材を持ち、年々ノウハウも蓄積した陸上自衛隊が、雪像製作の主役となる。後には大雪像のほとんどが陸自の製作か陸自の協力を仰いでの製作になった。
しかし、2001年のテロ対策特別措置法の施行後、陸上自衛隊の協力体制は大きく縮小されることになった。大通公園の大雪像は陸自の担当する数が削減され、長い間親しまれた真駒内会場は2005年の第56回をもって廃止された。
「陸自が担当する雪像数の削減」の理由は、製作の主力となる第11師団の部隊縮小（2008年3月に旅団に改編）で、製作にまわす人的余裕が減ったためである。「真駒内会場の廃止」の理由は、旅団化による規模縮小に加え、アメリカ同時多発テロ以降は、不特定多数の人々に駐屯地を開放することがテロへのリスクを高めることに繋がりかねないという懸念からである。これ以降は、会場への入場希望者に対し事前に審査を行い、問題がない者のみが真駒内会場への入場を許可される入場制限制がとられたが、最終的には会場の廃止となった。
現在、陸自が大通公園で制作する大雪像は5丁目会場と同7丁目会場の2基である。それ以外の民間が担当する大雪像は、長年の経験を持つ自衛隊OBの協力の下に、民間企業・地域住民などによる共同作業にて制作している。
2025年3月、第11旅団から札幌市に対して、2027年から大雪像の制作を１基に減らしたいとの申し入れがなされた。国際情勢の緊迫化や大規模災害への対応、冬季訓練の重要性により「大雪像制作に多くの隊員を充てることが困難になった」との説明があった。

### 現在の雪まつりと課題
大通会場の一部の大雪像の製作やつどーむ会場の雪像製作、会場運営は札幌市からの職員派遣のほか、市民ボランティアの参加も募っている。道外からのボランティアの参加も少なくないが、人員の流動性が高く、謝礼（共通ウィズユーカードの配布）を取りやめたこともあり、公募しても定員に達しないなど減少傾向にある。
雪まつりシーズンに合わせて、札幌近郊の宿泊施設の料金を1年で最も高く設定したり、飲食店が「特別メニュー」と称して実質値上げを行うなど、雪まつり期間中の「便乗値上げ」（雪まつり価格）も長年の問題となっている。近年はかつてほどの値上げは鳴りを潜めつつあり、宿泊施設の料金も「初夏のオンシーズンと同程度の料金」にまで落ち着いているとする見解もある。
さらに景気の低迷や地球温暖化などの影響も受けており、1990年代後半に入ると、民放各局で全国放送されていた雪まつり特別番組が姿を消したが、2017年の第68回で雪まつり特番がNHKラジオにて事実上復活した。2010年の第61回では、スポンサー減少などの影響で、全会場で展示される氷雪像が前年比で44基減少したほか、札幌テレビ放送（STV）が長年単独で運営していた大通西10丁目会場から撤退し、大通西4丁目会場を読売新聞北海道支社と共同で運営した（その後読売新聞が撤退）。近年は会場に企業の宣伝ブースやPRキャラクターの雪像が増える一方で、市民が参加できる「市民雪像」は高い抽選倍率にもかかわらず数が減らされ、2000年ごろに160基程度あったものが、2016年に80基まで半減されている。
また、2013年以降、右派系市民団体「在日特権を許さない市民の会」（在特会）のメンバーなどが、雪まつりシーズンを含め、1年を通して会場周辺で韓国人への中傷などのヘイトスピーチを伴うデモ活動や街頭宣伝を行っており、札幌観光協会は「国際都市、多文化共生を掲げる市のプロモーションに悪影響を及ぼす可能性もある」として警戒を強めている。
2020年12月10日、札幌市長の秋元克広は、新型コロナウイルスの感染拡大が続いていることを理由に、2021年2月開催予定であった第72回目の開催を見送り、オンライン開催する意向を発表した。来場型としての中止は史上初である。なおこの年は本来は「第72回」として行う予定だったが、この年は回次表示をせず、実質「第72回」は1年延期の形をとった。
2022年の雪まつりについては、コロナの感染再拡大を予防する観点から、2021年11月26日に大通り公園会場の1 - 7丁目のみに会場を集約し（大通り公園8 - 11丁目と、すすきの、つどーむの各会場は2021年度に引き続き中止）、目玉となる大雪像は作らず、また飲食・物販など協賛各社提供のブース・展示なども行わず、中小規模の雪像を10基程度（大通り公園4 - 7丁目）とイルミネーションの点灯（ただし、雪まつり自体が中止になってもイルミネーションは点灯する予定）に特化した通過鑑賞形式と、会場の様子をインターネット中継で上映するハイブリッド型で行うことを決定（ただし、今回の開催正式決定後においても、感染拡大などが発生した場合は開催中止や規模縮小を再検討すること、また規模縮小の内容を表現する副題を付けることも検討するとしていた）。このように規模縮小ながら会場に雪像を設けて鑑賞してもらう形での開催は2年ぶりとなる予定だった。
当初設置が予定されていた大通り公園会場の雪像には、「テアティナー教会」を再現したものを中心に、漫画「呪術廻戦」「僕のヒーローアカデミア」などのキャラクター雪像、さらに初音ミクの雪まつりバージョン「雪ミク」や、2023年から北海道日本ハムファイターズが専用球場として使用する予定であるエスコンフィールド北海道を再現したものなどを含め10基程度を公開する予定になっていた。
2022年1月に入り、既に雪の輸送や雪像制作に取り掛かるも、雪像搬送の開始式典は中止。陸上自衛隊の雪像づくりへの参加も行わないなどの中で準備が進められていたが、新型コロナウイルスの変異株「オミクロン株」の感染が急拡大しており、札幌市長・秋元克広は実行委員会に対し、1月14日に開催規模の再縮小やオンライン開催への特化などを含めて再検討を要請、「今後感染者や病床使用率がさらに上昇する恐れがあり、現状では全国から多くの観客が予想される大規模イベントを行うことは困難な状態」として、1月19日、正式に大通り会場の雪像展示を含めた、会場展示型のイベントを完全中止し、オンライン開催のみとすることが発表（ただし「第72回」の回次はそのままオンライン開催のみでも生かされる形とする）され、来場型としては2年連続の中止となった。すでに大通り会場で製作中だった雪像も完成させずに撤去・解体され、代わって「雪ミク」など当初大通り会場に設置が予定されていた中小規模の雪像の一部を、羊蹄山展望台など札幌市内各地（羊蹄山以外は会場非公表、かつ原則入場不可）に設置、ないしはバーチャル大通り公園会場で公開し、その製作工程と作品を2月5 - 28日にオンライン上映した。
2023年は第73回大会を「札幌市政施行100周年記念」のサブタイトルを付けて2月4日 - 11日にかけて、大通り公園とすすきのの2か所で行う予定で、つどーむは3年連続で中止する。今回は大雪像を3年ぶりに再開し、5基展示するほか、中小雪像、市民雪像、大通り1丁目会場はウィンターアトラクションと題したミニライブやトークショーなどを行う予定である。またコロナの感染状況を鑑みて「国際雪像コンクール」と飲食の屋台ブースの設置は見送るが、物販などその他自治体・協賛諸団体のPRブースは設置予定である。コロナ感染症対策として、雪像製作者に向けては休憩所の喚起やアクリルパーテーションの設置、必要に応じて休憩時間の分散や休憩所の増床、飲食時以外はマスクを着用、手指の消毒、手洗いの励行の徹底、来場者に向けても入場時のマスク着用など基本的な感染対策の徹底、通路の一方通行、鑑賞スペースと導線確保、定期的な場内放送などを行う。市民雪像も3年ぶりに再開するが、雪像の設置場所は従来の公開抽選ではなく、コンピューターによる自動抽選で指定された場所で雪像を設置する。参加募集チームは80チーム（補欠5含む）程度。
2024年の第74回は2月4日 - 11日の8日間、2019年以来4年ぶりの通常スペックに戻り、大通り会場も西1-12丁目全体、つどーむ、すすきの（南4条通り～南7条通りまでの駅前通り）もすべて使用して行われることになった。またこの通常開催に戻すにあたり、4年ぶりとなる国際雪像コンクールの審査も行われたほか、つどーむでの雪体験コンテンツなどのイベントも復活した。この期間、大通りとつどーむの2会場の累計観客動員数は238万9000人に上り、このうち大雪像などが展示された大通り会場は2023年から1万3000人（0.7%）増加の176万3000人を数えた。特に、大韓民国・台湾・香港などの極東アジアを中心に来訪者が集まったとされる。またつどーむの体験型アトラクション会場も62万6000人が集合し、1日平均はこれまでの最多6万7000人を上回る7万8000人。またすすきのの雪像会場も22.9％増加の113万6000人が来場したという。

## 雪像ができるまで

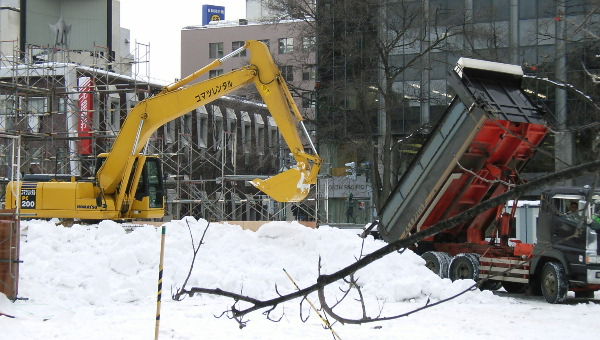
大通公園への雪の搬入（2005年1月18日）

大通公園を彩る大雪像の準備は前年の秋ごろから行われ、制作を担当する陸上自衛隊や市民ボランティアの雪像制作団体によって雪像のモデルとなる建造物などの資料の収集や必要に応じて現地の視察などが行われてデザインが検討される。その後粘土や木材などを使って精巧な模型が作られ、12月末に行われる実行委員会の会場で公開される。
雪像に使う雪は不純物のない純白なものが求められ、札幌近郊のサッポロさとらんどやモエレ沼公園、石狩湾新港などから集められる。降雪が少なく近郊での確保が難しい場合は、採雪地の範囲を中山峠や千歳市のオコタンペ湖畔などの山間部まで広げることもある。雪不足だった2007年の第58回では、採雪地を求めて陸上自衛隊のヘリコプターも出動した。大通公園で使用される雪は5トントラックでおよそ6,000台分で、正月明けの1月7日ごろから1月中旬にかけて札幌市内では「雪まつり雪輸送」のプレートを掲げた陸上自衛隊のトラックが雪を山積みにして走っているのを見ることができる。大通公園の大雪像制作に民間が参加してからは民間のダンプカーも輸送に加わるようになった。
運ばれた雪は重機によって高く積んで押し固められ、削るのに必要な巨大な雪のブロックが作られる。足場も組まれ、さながら建築現場のようである。そこから先の雪像制作方法はそれぞれの雪像制作団体で独自の技法やノウハウがあり異なるが、主にブロックをスコップなどで荒削りをして大体の形を作り、さらに細かく削って細部を作り、最後に「化粧雪」と呼ばれる新雪を貼り付けて仕上げる。小さい部品などは別にパーツとして作って取り付ける。制作作業は重機や刃物などが使われ危険なため、大通公園への立ち入りが一部で規制される。このため間近での見学は難しいが、敷地外の公道から様子を見ることはできる。
| 足場を組んで大雪像を製作中（2005年1月31日） |  | 化粧雪を貼って最後の仕上げ（2003年2月4日） |
| 足場を組んで大雪像を製作中（2005年1月31日） |  | 化粧雪を貼って最後の仕上げ（2003年2月4日） |

雪像の制作にはほぼ1か月を要し、完成して実行委員会に引き渡されるのは雪まつり開幕の前日である。開催中は係員が会場に常駐し、雪が降って積もった場合は雪払いを行い、融けたり傷んだりした場合はその都度補修するなど、絶えずメンテナンスを行って雪像の美しさを保っている。痛みが激しい場合は夜を徹しての補修作業も行われる。
市民雪像の制作期間は開催直前の5日間で、あらかじめ用意される2メートル四方の雪山を削って作られる。細かいルールが設けられていて、規定サイズ以上のはみ出しや文字入れなどは認められない。デザインはその年の干支や流行、時勢を反映したものから、地元スポーツチームのマスコットや有名なアニメ、道内に生息する動物、ゲームのキャラクターなど様々で、短い制作期間ではあるが大雪像に劣らないほどの仕上がりを見せたり、遊び心のある風刺が効いた作品も多い。
すべての雪像は、倒壊などの危険防止のため雪まつり閉幕の翌日には重機ですべて解体され、姿を消す。解体後に発生する雪山はしばらく公園に残され、一部がソリ遊び用などに再利用されるが、札幌市内の排雪作業が一段落する3月上旬にトラックで運び出され、大通公園に春を呼ぶ準備が始まる。

## 開催会場

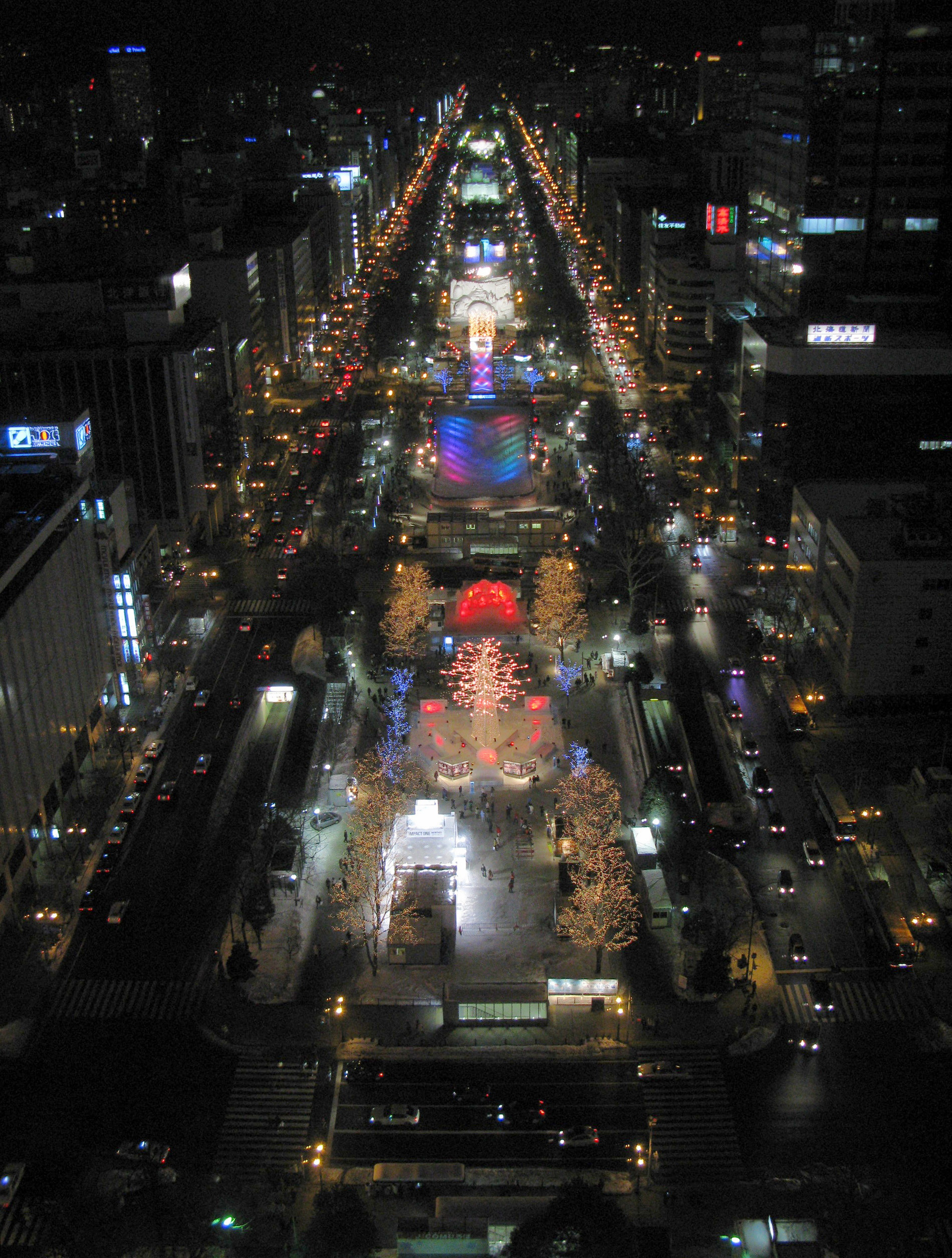
夜の大通会場（第61回・2010年2月11日）

### 現行の会場

#### 大通会場
- 会場：大通公園（大通西1〜12丁目）
- 最寄駅：札幌市営地下鉄大通駅・東西線西11丁目駅

雪まつりのメイン会場である。各エリアごとに幅40メートルほどの大雪像・中雪像1または2基（もしくは氷像）と「市民雪像」と呼ばれる2メートル四方程度の小雪像十数基を見ることができるほか、近年ではスケートリンクや歩くスキーの体験ができるスペースが登場するなど参加型コンテンツも増えている。
大雪像が制作されるのは4丁目〜10丁目会場で、1丁目〜3丁目は会場下に地下街および地下駐車場があるために重量級の大雪像は設置されず、スケート場・氷像・スノーボードジャンプ台がメインの会場となる。
市民雪像制作には札幌市民だけでなく在日米軍三沢基地など国内各地からの参加があり、毎回定数に対し3〜4倍の申し込みがある。また11丁目の国際会場では「国際雪像コンクール」が行われ、札幌市の姉妹都市であるアメリカ合衆国ポートランド市をはじめ、各国から参加して技を競っている。
開催直前の完成間近な雪像の見物や閉幕後に行われる雪像解体の見物も人気があるが、これらは来場者数にカウントされない。
2021年度は前もって中止が決定。2022年度は前述の通り、大雪像を作らないことや各種飲食・物販など協賛各社のブースを設置しないこと、8-11丁目会場を休止することを前提として1丁目〜7丁目会場のみに中小雪像を設置する通過展示型で行うことが一度決まっていたが、直前になり最終的に全面中止となった。

#### すすきの会場
- 会場：札幌駅前通の南4〜7条（開催時間内は車輌通行止めになる）
- 最寄駅：南北線（すすきの駅・中島公園駅）・東豊線豊水すすきの駅

「すすきのアイスワールド」と呼ばれ、すすきの氷の祭典実行委員会が主催するものだが、雪まつりの会場の一つとして位置付けられている。その名の通り氷像が展示の中心である。料理の飾り付けとして氷や野菜を彫刻する技能を生かした、近隣ホテルの調理人たちの手による作品が多い。
2021年度と2022年度は前もって開催中止が決まっていた。

#### つどーむ会場
- 会場：札幌コミュニティドーム（つどーむ）
- 最寄駅：東豊線栄町駅（期間中はシャトルバスも運行）

2009年の第60回からサッポロさとらんど会場より移転。雪まつりの「第2会場」に位置づけられ、主に雪像を見て楽しむ大通会場に対し、実際に雪と触れ合うことができる参加型の会場として子供連れの家族や観光客から人気がある。
雪で作られたすべり台や迷路が設けられるほか、雪だるま作りや雪上ラフティングなどが体験できる。またドームも開放し休憩所とするほか飲食コーナーや遊具などで楽しむことができる。
2021年度 - 2023年度は前もって開催中止が決まっていた。

### かつての会場

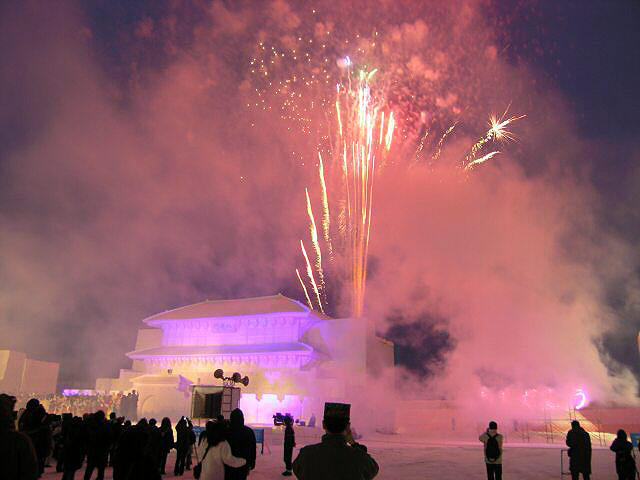
さようなら真駒内会場式典
（第56回・2005年2月13日）

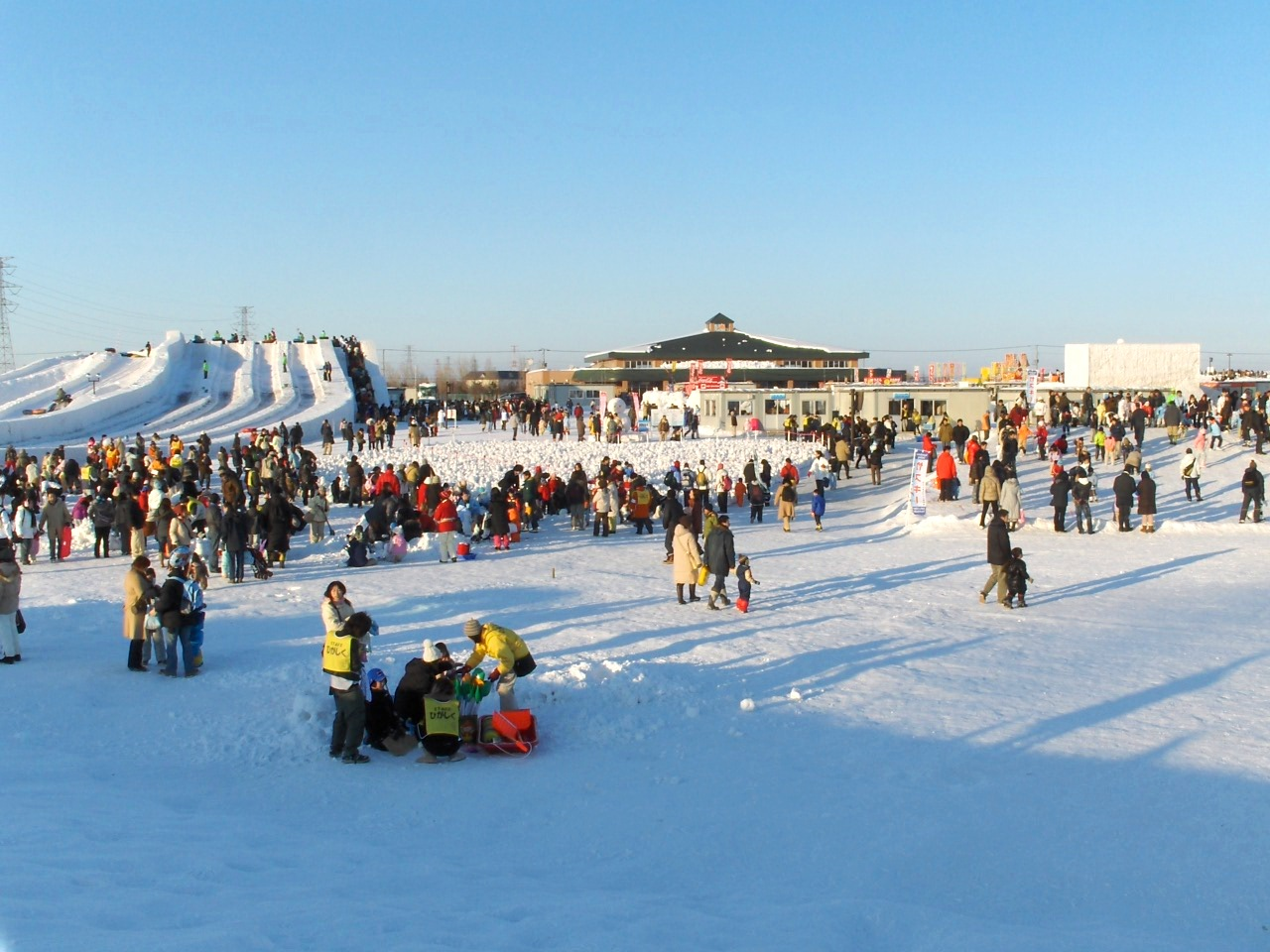
さとらんど会場（第59回・2008年）

#### 荒井山会場
- 会場：荒井山スキー場

1956年の第7回のみ、第2の会場として使用。同スキー場は中央区宮の森に2000年まで存在した民間のスキー場。

#### 中島公園会場
- 会場：中島公園
- 最寄駅：南北線中島公園駅

1990年の第41回から大通・すすきの・真駒内に次ぐ第4の会場として加えられたが、1992年の第43回をもって終了。
2005年には真駒内会場に代わる新たな会場の候補となるが、観光バスの駐車スペースが無いなどの理由で選ばれなかった。

#### 真駒内会場
- 会場：陸上自衛隊真駒内駐屯地
- 最寄駅：南北線自衛隊前駅

1965年、第2の会場として陸上自衛隊真駒内駐屯地内に会場を設け、陸上自衛隊員が主体となって開催されていた。主に大雪像を見て楽しむことと大雪像のすべり台が目玉。交通の利便性も良く、子供連れの家族や観光客から人気があった。会場内には、ミニSL（ライブスチーム）の乗車施設・映画館・飲食店舗・土産物店が存在したが、2001年のアメリカ同時多発テロを機に、安全管理上の問題を考慮して2005年の第56回をもって終了、41年の歴史に幕を閉じた。

#### さとらんど会場
- 会場：サッポロさとらんど（さとの広場、さとらんど交流館）
- 最寄駅：東豊線環状通東駅よりバス

2006年の第57回から真駒内会場より移転し、市民ボランティアや学生が中心となった運営に変更された。しかし来場者による交通渋滞と駐車場不足が問題となって、2008年の第59回をもって終了、会場をつどーむに変更された。

## 年表
| 回次     | 開催期間                                                                     | 備考 |
| -------- | ---------------------------------------------------------------------------- | --- |
| （なし） | 1950年2月18日                                                                | 当時のポスターには開催日が「2月18・19日」と記載されているが、実際には18日のみ開催。 |
| 第2回    | 1951年1月26日・27日                                                          | 第22回宮様スキー大会と日程を合わせた。 |
| 第3回    | 1952年2月9日・10日                                                           | - |
| 第4回    | 1953年2月7日・8日                                                            | 雪像製作への重機の初使用。 この回を最後にドッグレースを中止。 |
| 第5回    | 1954年1月28日 - 31日                                                         | 第9回国民体育大会スケート競技会と日程を合わせた。 市民制作の雪像が初出現。 |
| 第6回    | 1955年2月27日・28日                                                          | 第33回全日本スキー選手権大会と日程を合わせた。 この回より陸上自衛隊が雪像製作に参加。 この回を最後に高校生による雪像製作を中止。                                                                          |
| 第7回    | 1956年2月4日・5日                                                            | 荒井山会場を設置（この回限り）。 自衛隊員による雪戦会を開催（この回と第8回のみ）。 |
| 第8回    | 1957年2月2日・3日                                                            | - |
| 第9回    | 1958年2月7日 - 9日                                                           | この回より開催期間が3日間に。 |
| 第10回   | 1959年2月6日 - 8日                                                           | さっぽろ雪まつり実行委員会を設立。 |
| 第11回   | 1960年2月5日 - 7日                                                           | - |
| 第12回   | 1961年2月3日 - 5日                                                           | - |
| 第13回   | 1962年2月2日 - 4日                                                           | - |
| 第14回   | 1963年2月1日 - 3日                                                           | この年より陸上自衛隊真駒内駐屯地が「真駒内スノーフェスティバル」を開催。 |
| 第15回   | 1964年1月31日 - 2月2日                                                       | - |
| 第16回   | 1965年2月5日 - 7日                                                           | 真駒内スノーフェスティバルをさっぽろ雪まつりに編入し、その真駒内会場とする。 この回より市民制作雪像のコーナー「市民の広場」を設置。                                                                       |
| 第17回   | 1966年2月3日 - 6日                                                           | この回より開催期間が4日間に。 会期中に全日空羽田沖墜落事故が発生、雪まつり帰りの観光客が多数死亡。 |
| 第18回   | 1967年2月2日 - 5日                                                           | - |
| 第19回   | 1968年2月1日 - 4日                                                           | - |
| 第20回   | 1969年1月30日 - 2月2日                                                       | - |
| 第21回   | 1970年1月29日 - 2月1日                                                       | - |
| 第22回   | 1971年1月28日 - 31日                                                         | - |
| 第23回   | 1972年1月27日 - 30日                                                         | 真駒内会場に高さ25mの大雪像を制作（雪まつり史上最大）。 この回より実行委員会と陸上自衛隊が協力協定書を締結。                                                                                              |
| 第24回   | 1973年2月1日 - 5日                                                           | この回より開催期間が原則5日間に。 |
| 第25回   | 1974年2月1日 - 5日                                                           | この回より「国際雪像コンクール」を開始。 |
| 第26回   | 1975年2月1日 - 5日                                                           | - |
| 第27回   | 1976年2月1日 - 5日                                                           | 暖冬による融雪のため雪像8基を会期中に解体。 |
| 第28回   | 1977年2月1日 - 6日                                                           | - |
| 第29回   | 1978年2月1日 - 5日                                                           | - |
| 第30回   | 1979年2月1日 - 5日                                                           | - |
| 第31回   | 1980年2月1日 - 5日                                                           | - |
| 第32回   | 1981年2月4日 - 8日                                                           | この年より「すすきの氷の祭典」を開催。 |
| 第33回   | 1982年2月3日 - 7日                                                           | 初めて英文パンフレットを制作。 |
| 第34回   | 1983年2月2日 - 6日                                                           | すすきの氷の祭典をさっぽろ雪まつりのすすきの会場ともする。 |
| 第35回   | 1984年2月1日 - 5日                                                           | - |
| 第36回   | 1985年2月7日 - 11日                                                          | - |
| 第37回   | 1986年2月5日 - 9日                                                           | この年より「ホワイトイルミネーションさっぽろプラザ」の開催期間が雪まつり期間まで延長される。 |
| 第38回   | 1987年2月5日 - 11日                                                          | この回より開催期間が原則7日間に。 この回より大雪像の制作に市民が参加。 |
| 第39回   | 1988年2月5日 - 11日                                                          | - |
| 第40回   | 1989年2月6日 - 12日                                                          | - |
| 第41回   | 1990年2月6日 - 12日                                                          | 中島公園会場を設置。 |
| 第42回   | 1991年2月5日 - 11日                                                          | - |
| 第43回   | 1992年2月5日 - 11日                                                          | この回を最後に中島公園会場を閉鎖。 雪氷像数366基（2011年現在最多）。 |
| 第44回   | 1993年2月5日 - 11日                                                          | - |
| 第45回   | 1994年2月5日 - 11日                                                          | - |
| 第46回   | 1995年2月6日 - 12日                                                          | - |
| 第47回   | 1996年2月6日 - 12日                                                          | 公式ウェブサイトを開設。 |
| 第48回   | 1997年2月5日 - 11日                                                          | - |
| 第49回   | 1998年2月5日 - 11日                                                          | - |
| 第50回   | 1999年2月5日 - 11日                                                          | - |
| 第51回   | 2000年2月7日 - 13日                                                          | - |
| 第52回   | 2001年2月6日 - 12日                                                          | - |
| 第53回   | 2002年2月5日 - 11日                                                          | - |
| 第54回   | 2003年2月5日 - 11日                                                          | - |
| 第55回   | 2004年2月5日 - 11日                                                          | - |
| 第56回   | 2005年2月7日 - 13日                                                          | この回を最後に真駒内会場を閉鎖。 |
| 第57回   | 2006年2月6日 - 12日                                                          | さとらんど会場を設置。 |
| 第58回   | 2007年2月6日 - 12日                                                          | - |
| 第59回   | 2008年2月5日 - 11日                                                          | この回を最後にさとらんど会場を閉鎖。 |
| 第60回   | 2009年2月5日 - 11日                                                          | つどーむ会場を設置。 |
| 第61回   | 2010年2月5日 - 11日                                                          | 発表したポスターデザインが盗用と分かり取り消す騒ぎになった。 来場者数 243万3000人（過去最多）。 |
| 第62回   | 2011年2月7日 - 13日                                                          | 来場者数 241万6000人。 |
| 第63回   | 2012年2月6日 - 12日                                                          | 雪像の倒壊による負傷事故が発生（後述）。 来場者数 205万4000人。 |
| 第64回   | 2013年2月5日 - 11日                                                          | 来場者数 236万7000人。 |
| 第65回   | 2014年2月5日 - 11日                                                          | 来場者数 240万2000人。 |
| 第66回   | 2015年2月5日 - 11日                                                          | 雨などの悪天候の影響で雪像を20基以上を会期中に解体。来場者数 235万人。 市民雪像で来年の参加シード権を掛けた人気投票スタート。                                                                             |
| 第67回   | 2016年 大通会場・すすきの会場：2月5日 - 11日 つどーむ会場：2月5日 - 18日     | この回からつどーむ会場の開催期間を延長。 つどーむ会場では気温上昇と雨が降った影響でほとんどの雪像を会期中に解体。                                                                                         |
| 第68回   | 2017年 つどーむ会場：2月1日 - 12日 大通会場・すすきの会場：2月6日 - 12日     | NHKラジオ第1の番組『らじらー!サンデー』が大通会場近くのNHK札幌局のスタジオから生放送される。 |
| 第69回   | 2018年 つどーむ会場：2月1日 - 12日 大通会場・すすきの会場：2月5日 - 12日     | 大通会場では気温上昇と雨が降った影響で雪像の一部が壊れたり溶けたりしたため11日に11丁目・国際通り広場の小雪像4基と9丁目・市民の広場の小雪像1基を解体。また、10日に小雪像2基が倒壊した。                    |
| 第70回   | 2019年 つどーむ会場：1月31日 - 2月11日 大通会場・すすきの会場：2月4日 - 11日 | - |
| 第71回   | 2020年 つどーむ会場：1月31日 - 2月11日 大通会場・すすきの会場：2月4日 - 11日 | つどーむ会場では雪不足によりチューブスライダーのコースが縮小された。 |
| （なし） | 2021年2月4日 - 28日                                                          | 新型コロナウイルスの感染拡大防止の観点から来場型での開催は中止。代わりにオンライン開催とした。 |
| 第72回   | 2022年2月5日 - 28日                                                          | 前年と同様にオンライン開催とした。当初は2月5日 - 12日に大通公園での開催を予定。新型コロナウイルスの変異株「オミクロン株」の感染が急拡大しており、会場開催を断念した。雪像制作途中であったが取り壊された。 |
| 第73回   | 2023年2月4日 - 11日                                                          | 来場型での開催と大雪像が3年ぶりに再開される。 |
| 第74回   | 2024年2月4日 - 11日                                                          | |

## 雪像の倒壊事故
2012年2月7日、第63回雪まつり開催中に大通会場6丁目会場に設置されていた『雪ミク（初音ミク）』の小雪像が倒壊。崩れた雪が観光客の女性にぶつかり軽傷を負う事故が発生した。雪像の崩落・倒壊で負傷者を出す事故は雪まつり史上初。雪像のデザインが頭が大きく、足が細いデザインでバランスが悪かったこと、2月6日の気温が3.3度、7日の気温が2.2度と3月上旬から中旬並みの気温で暖かく雪像がもろくなったことが原因とみられている。これを受けて実行委員会は倒壊の危険性のあるとして大雪像や市民雪像10基を全部、または一部取り壊した。『雪ミク』は雪まつり実行委員会とスポンサー企業が業者に発注して制作したものだが、事故再発防止の矛先は市民雪像に向けらけ、既存のルールを明確、かつ強化した「市民雪像ガイドライン」が策定された。

## さっぽろ雪まつり資料館
豊平区羊ヶ丘のさっぽろ羊ヶ丘展望台に「さっぽろ雪まつり資料館」がある。これは同展望台を管理運営する社団法人札幌観光協会により2001年に開設された。ここには過去に制作された雪像の模型や写真パネル、歴代のポスター、グッズなどが保存、常設展示されている。
この他、南区真駒内の陸上自衛隊真駒内駐屯地内にある史料館にもさっぽろ雪まつりコーナーがあり、陸自が過去に製作した雪像の模型をはじめとする雪まつり関連資料が展示されている。これは1985年10月に、当時の第11師団長の発意により隊内に残されていた資料を収集整理して設けられた。この史料館には他に、札幌オリンピック支援に関するコーナーもある。
真駒内駐屯地史料館は雪まつり会期中には一般公開される。会期外の見学は第11旅団司令部広報室へ要申請。

## テレビ特別番組
雪まつりの模様を伝える特別番組として、過去に札幌テレビ放送（STV）制作・日本テレビ系列で『ザ・雪まつり』、北海道テレビ放送（HTB）制作・テレビ朝日系列で『雪まつりバラエティースペシャル』→後に『雪まつりドラマスペシャル』（1996年・1997年。1998年以降も2014年まで『HTBスペシャルドラマ』として放送）が全国ネットで放映されたが、不況の影響などにより、いずれも1990年代後半までに廃止された。近年では道内テレビ局が全国ニュース枠を使った短時間の中継を行うにとどまっているが、ジェイコム札幌では自社で雪まつり特番を制作して全国のケーブルテレビ局へ配信している。

## 公式イメージソング
- 実行委員会が、雪まつりにふさわしい健康的で明るい歌を作ろうと歌の歌詞を全道から公募、三笠市の吉田隆鯉の作品が入選、この歌詞に、桑山真弓[31]が曲を付け、1962年の第13回雪まつり会場にて「雪まつりの歌」として発表される。後に札幌観光協会・北海道新聞社・北海道放送によりレコード化。
- ジョージ・佐藤「燃える恋の雪花火」（作詞・作曲：浜口庫之助、編曲：竜崎孝路 1977年制作）
- 1979年、第30回を記念し、「さっぽろ雪まつり音頭」（作詞：平幸雄、作曲：澤昭夫、歌：春日八郎）が制作され、泉流家元泉徳右衛門の振付で披露された。
- 舟田淳子とティーンズクルー「SAPPORO SNOW FESTIVAL」（作詞・作曲：梶原正毅・舟田淳子 1982年制作）

## 映像作品
- 香港の星（1962年 東宝 キャセイ・オーガニゼーション）
- 一日だけの恋人（2016年 タイ・GDH_559）

## その他
実行委員会非公認ではあるが、自衛隊と民間業者による閉幕後の雪像の取り壊しの際に、毎年旅行会社のツアーが組まれており、観光客に人気がある。取り壊しの際のパワーショベルにはキリン柄などの派手なペイントが施されている。